# Mark Tewksbury
Mark Roger Tewksbury (Canadá, 7 de febrero de 1968) es un nadador  retirado especializado en pruebas de estilo espalda, donde consiguió ser campeón olímpico en 1992 en los 100 metros.

## Carrera deportiva
En los Juegos Olímpicos de Barcelona 1992 ganó la medalla de oro en los 100 metros espalda, con un tiempo de 53.98 segundos que fue récord olímpico, por delante de los estadounidenses Jeff Rouse y David Berkoff. También ha ganado dos veces medallas en los relevos de 4 x 100 metros estilos: la plata en Seúl 1988 y el bronce en Barcelana 1992, tras Estados Unidos y el Equipo Unificado.